# Hélène Krinkels
Helena Maria (Hélène) Krinkels (Borgerhout, 7 oktober 1893 – Antwerpen, 14 mei 1979) was een Belgisch sopraan.
Zij was dochter van journalist en toneelcriticus Petrus Antonius Ludovicus Krinkels (Lode Krinkels) van weekblad Tybaert de Kater en Antonina Joanna Ludovica Bouteller. Vader zou ook een bundel oorlogsliederen uitgeven.
Zij kreeg haar opleiding aan het Conservatorium Antwerpen van mevrouw Caethoven-Lemmens, Ad. Corijn en Alfons Cluytens. Zij was voor het eerst te bewonderen tijdens een dierentuinconcert in de ZOO Antwerpen; het was toen 1912. Ze sloot zich aan bij de Theatre Royal Français d'Anvers en de Franse Opera in haar geboortestad, alwaar zij tot 1925 aan verbonden zou zijn (tijdens de Eerste Wereldoorlog opgegaan in Nieuwe Operastichting). Zij was in die jaren ook verbonden aan operagezelschappen te Bordeaux (1920-1921), Gent (1925-1927), Marseille en Toulouse. Vanaf 1930 kwam de nadruk te liggen op het geven van zanglessen.